# Francillon-sur-Roubion
Francillon-sur-Roubion – miejscowość i gmina we Francji, w regionie Owernia-Rodan-Alpy, w departamencie Drôme.
Według danych na rok 1990 gminę zamieszkiwały 124 osoby, a gęstość zaludnienia wynosiła 11 osób/km² (wśród 2880 gmin regionu Rodan-Alpy Francillon-sur-Roubion plasuje się na 1497. miejscu pod względem liczby ludności, natomiast pod względem powierzchni na miejscu 1030.).